# Okręgowe rozgrywki w piłce nożnej woj. podlaskiego (2008/2009)
75. Edycja okręgowych rozgrywek w piłce nożnej województwa podlaskiego

Okręgowe rozgrywki w piłce nożnej województwa podlaskiego prowadzone są przez Podlaski Związek Piłki Nożnej, rozgrywane są w czterech ligach z podziałem na grupy. Najwyższym poziomem okręgowym jest IV liga, następnie Klasa Okręgowa, Klasa A oraz Klasa B.
Mistrzostwo Okręgu zdobyła drużyna Hetman Białystok.

Okręgowy Puchar Polski zdobyła drużyna Warmia Grajewo.
Drużyny z województwa podlaskiego występujące w centralnych i makroregionalnych poziomach rozgrywkowych:
- Ekstraklasa - Jagiellonia Białystok
- 1 Liga - brak
- 2 Liga - Wigry Suwałki, Ruch Wysokie Mazowieckie, ŁKS Łomża.
- 3 Liga - Orzeł Kolno, Warmia Grajewo, Cresovia Siemiatycze, Olimpia Zambrów, Pogoń Łapy, Sokół Sokółka, Sparta Augustów, Supraślanka Supraśl, MKS Mielnik.

Reforma rozgrywek

Reformy rozgrywek (od sezonu 2008/2009) wprowadziła radykalne zmiany, a mianowicie:

| 1 Liga (I poz.)   | > Ekstraklasa (I poziom rozgrywkowy) |
| 2 liga (II poz.)  | > 1 Liga (II poziom rozgrywkowy      |
| 3 liga (III poz.) | > 2 liga (III poziom rozgrywkowy)    |
| 3 liga (III poz.) | > 3 liga (IV poziom rozgrywkowy)     |
| 4 Liga (IV poz.)  | > 4 Liga (V poziom rozgrywkowy)      |

| Rozgrywki                 | Poziomy rozgrywkowe w sezonie 2008/2009 | Poziomy rozgrywkowe w sezonie 2008/2009 | Poziomy rozgrywkowe w sezonie 2008/2009 | Poziomy rozgrywkowe w sezonie 2008/2009 | Poziomy rozgrywkowe w sezonie 2008/2009 |
| ------------------------- | --------------------------------------- | --------------------------------------- | --------------------------------------- | --------------------------------------- | --------------------------------------- |
| Centralne                 | I poziom ligowy                         | Ekstraklasa                             | Ekstraklasa                             | Ekstraklasa                             | Ekstraklasa                             |
| Centralne                 | II poziom ligowy                        | I Liga                                  | I Liga                                  | I Liga                                  | I Liga                                  |
| Centralne                 | III poziom ligowy                       | II Liga - gr.I                          | II Liga - gr.I                          | II Liga - gr.II                         | II Liga - gr.II                         |
| Makroregionalne           | IV poziom ligowy                        | III Liga - 8 grup                       | III Liga - 8 grup                       | III Liga - 8 grup                       | III Liga - 8 grup                       |
| Okręgowe (woj. podlaskie) | V poziom ligowy                         | IV Liga                                 | IV Liga                                 | IV Liga                                 | IV Liga                                 |
| Okręgowe (woj. podlaskie) | VI poziom ligowy                        | Klasa Okręgowa                          | Klasa Okręgowa                          | Klasa Okręgowa                          | Klasa Okręgowa                          |
| Okręgowe (woj. podlaskie) | VII poziom ligowy                       | Klasa A                                 | Klasa A                                 | Klasa A                                 | Klasa A                                 |
| Okręgowe (woj. podlaskie) | VIII poziom ligowy                      | Klasa B                                 | Klasa B                                 | Klasa B                                 | Klasa B                                 |

## IV Liga - V poziom rozgrywkowy
| Poz. | Drużyna                 | M  | Z  | R | P  | Bramki | Punkty |
| ---- | ----------------------- | -- | -- | - | -- | ------ | ------ |
| 1    | Hetman Białystok        | 30 | 19 | 4 | 7  | 55-35  | 61     |
| 2    | Tur Bielsk Podlaski     | 30 | 17 | 5 | 8  | 58-35  | 56     |
| 3    | Promień Mońki           | 30 | 17 | 5 | 8  | 59-34  | 56     |
| 4    | Wissa Szczuczyn         | 30 | 16 | 4 | 10 | 54-42  | 52     |
| 5    | Gryf Gródek             | 30 | 15 | 7 | 8  | 56-29  | 52     |
| 6    | Piast Białystok         | 30 | 15 | 3 | 12 | 61-36  | 48     |
| 7    | Pomorzanka Sejny        | 30 | 14 | 5 | 11 | 53-50  | 47     |
| 8    | KS Michałowo            | 29 | 14 | 4 | 11 | 35-30  | 46     |
| 9    | Puszcza Hajnówka        | 30 | 13 | 4 | 13 | 48-38  | 43     |
| 10   | Dąb Dąbrowa Białostocka | 29 | 11 | 7 | 11 | 52-49  | 40     |
| 11   | Znicz Suraż             | 30 | 11 | 6 | 13 | 53-62  | 39     |
| 12   | Hetman Tykocin          | 30 | 10 | 5 | 15 | 44-50  | 35     |
| 13   | Kolejarz Czeremcha      | 30 | 9  | 5 | 16 | 33-45  | 32     |
| 14   | Korona Dobrzyniewo Duże | 30 | 8  | 4 | 18 | 32-67  | 28     |
| 15   | Skra Wizna              | 30 | 7  | 1 | 22 | 50-113 | 22     |
| 16   | Iskra Narew             | 30 | 5  | 7 | 18 | 38-66  | 22     |

- Hetman Białystok zrezygnował z awansu do III ligi, jego miejsce zajął Promień Mońki.

## Klasa Okręgowa - VI poziom rozgrywkowy
| Poz. | Drużyna                     | M  | Z  | R | P  | Bramki | Punkty |
| ---- | --------------------------- | -- | -- | - | -- | ------ | ------ |
| 1    | Rudnia Zabłudów             | 30 | 19 | 5 | 6  | 58-29  | 62     |
| 2    | Włókniarz Białystok         | 30 | 18 | 7 | 5  | 73-30  | 61     |
| 3    | Magnat Juchnowiec Kościelny | 30 | 15 | 8 | 7  | 74-26  | 53     |
| 4    | KS Wasilków                 | 30 | 17 | 1 | 12 | 63-47  | '63    |
| 5    | Perspektywa Łomża           | 30 | 13 | 9 | 8  | 59-50  | 48     |
| 6    | Polonia Raczki              | 30 | 14 | 4 | 12 | 43-53  | 46     |
| 7    | LZS Narewka                 | 30 | 13 | 6 | 11 | 61-53  | 45     |
| 8    | LZS Kleosin                 | 30 | 13 | 5 | 12 | 76-70  | 44     |
| 9    | KS Sokoły                   | 30 | 12 | 6 | 12 | 54-50  | 42     |
| 10   | Pogoń II Łapy               | 30 | 11 | 6 | 13 | 41-54  | 39     |
| 11   | Narew/Łyski Choroszcz       | 30 | 10 | 8 | 12 | 43-48  | 38     |
| 12   | LUKS Janowszczyzna          | 30 | 10 | 5 | 15 | 47-63  | 35     |
| 13   | Sparta 1951 Szepietowo      | 30 | 9  | 6 | 15 | 46-55  | 33     |
| 14   | Sudovia Szudziałowo         | 30 | 9  | 5 | 16 | 50-58  | 32     |
| 15   | KS Śniadowo                 | 30 | 6  | 6 | 18 | 40-91  | 24     |
| 16   | Rospuda Filipów             | 30 | 6  | 3 | 21 | 28-79  | 21     |

- LUKS Janowszczyzna wycofał się po sezonie.

## Klasa A - VII poziom rozgrywkowy
| Poz. | Drużyna                        | M  | Z  | R | P  | Bramki | Punkty |
| ---- | ------------------------------ | -- | -- | - | -- | ------ | ------ |
| 1    | Krypnianka Krypno              | 30 | 23 | 4 | 3  | 126-35 | 73     |
| 2    | Forty Piątnica                 | 29 | 20 | 7 | 2  | 75-20  | 67     |
| 3    | BKS Jagiellonia Białystok      | 30 | 21 | 4 | 5  | 105-53 | 67     |
| 4    | Orlęta Czyżew                  | 30 | 20 | 3 | 7  | 81-35  | 63     |
| 5    | Podlasiak Knyszyn              | 30 | 16 | 4 | 10 | 61-32  | 52     |
| 6    | Gieret Giby                    | 30 | 15 | 4 | 11 | 70-61  | 49     |
| 7    | COKIS Ciechanowiec             | 30 | 14 | 2 | 14 | 46-77  | 44     |
| 8    | Sparta Korycin                 | 30 | 13 | 4 | 13 | 47-59  | 43     |
| 9    | Skra Czarna Białostocka        | 29 | 12 | 3 | 14 | 50-57  | 39     |
| 10   | Pionier Brańsk                 | 29 | 12 | 2 | 15 | 60-84  | 38     |
| 11   | Pogranicze Kuźnica Białostocka | 30 | 9  | 4 | 17 | 42-60  | 31     |
| 12   | Krokus Dobrzyniówka            | 30 | 9  | 2 | 19 | 51-79  | 29     |
| 13   | Tur II Bielsk Podlaski         | 30 | 9  | 2 | 19 | 48-83  | 29     |
| 14   | Orzeł Kleszczele               | 29 | 8  | 2 | 19 | 52-80  | 26     |
| 15   | Orkan Poświętne                | 30 | 4  | 2 | 24 | 25-85  | 14     |
| 16   | Promień II Mońki               | 30 | 7  | 3 | 20 | 30-69  | 24     |

- Promień II Mońki wycofał się po I rundzie, w drugiej rundzie przyznawano walkowery.
- Orkan Poświętne nie przystąpił do rozgrywek klasy B w przyszłym sezonie, wystartował od sezonu 2010/11.

## Klasa B - VIII poziom rozgrywkowy
| Poz. | Drużyna             | M  | Z  | R | P  | Bramki | Punkty |
| ---- | ------------------- | -- | -- | - | -- | ------ | ------ |
| 1    | UM Krynki           | 18 | 14 | 2 | 2  | 77-19  | 44     |
| 2    | Biebrza Goniądz     | 18 | 12 | 2 | 4  | 66-37  | 38     |
| 3    | KS Miastkowo        | 18 | 11 | 4 | 3  | 46-30  | 37     |
| 4    | Victoria Jedwabne   | 18 | 11 | 1 | 6  | 49-23  | 34     |
| 5    | KS Uhowo            | 18 | 10 | 2 | 6  | 52-34  | 32     |
| 6    | GKS Stawiski        | 18 | 9  | 1 | 8  | 50-43  | 28     |
| 7    | GKS Orla            | 18 | 8  | 0 | 10 | 57-52  | 24     |
| 8    | KS Berezowo         | 18 | 3  | 4 | 11 | 20-61  | 13     |
| 9    | Eurocentr Suchowola | 18 | 2  | 2 | 14 | 32-66  | 8      |
| 10   | LZS Studzianki      | 18 | 1  | 0 | 17 | 14-98  | 3      |

- Po zakończeniu sezonu Eurocentr Suchowola wycofał się z rozgrywek.

## Puchar Polski - rozgrywki okręgowe
- Finał, Bielsk Podlaski, 20.06.2009r. - Tur Bielsk Podlaski : Warmia Grajewo 1:3 (po dogr.)